# Русская грамматика (1980)
«Ру́сская грамма́тика» («Грамматика-80», «РГ-80») — двухтомная академическая описательная и нормативная грамматика русского языка, выпущенная издательством «Наука» в 1980 году. В 1982 году коллективу авторов «Грамматики-80» во главе с Н. Ю. Шведовой присуждена Государственная премия СССР в области науки и техники.

## Редколлегия
В редакционную коллегию грамматики входили доктора филологических наук Н. Ю. Шведова (главный редактор), Н. Д. Арутюнова, А. В. Бондарко, Вал. Вас. Иванов, В. В. Лопатин, И. С. Улуханов и член-корреспондент АН СССР Ф. П. Филин. Другие авторы: Н. С. Авилова, Е. А. Брызгунова, К. В. Габучан, С. Н. Дмитренко, В. А. Ицкович, И. И. Ковтунова, И. Н. Кручинина, М. В. Ляпон, В. А. Плотникова, А. Ф. Прияткина, И. П. Святогор, М. С. Суханова.

## Содержание
«Русская грамматика» содержит описание грамматического и звукового строя современного русского литературного языка. Первый том носит название «Фонетика. Фонология. Ударение. Интонация. Введение в морфемику. Словообразование. Морфология»; второй том посвящён синтаксису. Каждый из томов снабжён предметным указателем.

## Переиздания
«Русская грамматика» была переиздана как репринтное издание в 2005 году Институтом русского языка имени В. В. Виноградова:
- Русская грамматика : научные труды : в 2 т. / ред. Брызгунова Е. А., Габучан К. В.. — М. : Институт русского языка имени В. В. Виноградова, 2005. — 1496 с. — 3000 экз. — ISBN 5-88744-061-9.